# Ramona (1916)
De verloren film Ramona is een stomme dramafilm uit 1916 met Mabel Van Buren en Adda Gleason in de hoofdrollen. 
De film is gebaseerd op het gelijknamige boek van Helen Hunt Jackson. 

## Rolverdeling
| Acteur             | Personage                            |
| ------------------ | ------------------------------------ |
| Adda Gleason       | Ramona                               |
| Mabel Van Buren    | Ramona (in de proloog)               |
| Ann Dvorak         | Ramona (4 jaar) (als Baby Anna Lehr) |
| Monroe Salisbury   | Alessandro                           |
| Nigel De Brulier   | Felipe Moreno                        |
| Richard Sterling   | Angus Phail                          |
| Red Wing           | Echtgenote                           |
| Lurline Lyons      | Señora Moreno                        |
| Alice Morton Otten | Starlight                            |
| Donald Crisp       | Jim Farrar                           |
| Alice Davenport    | Marda                                |
| E. Valencia        | Juan Canito                          |
| Martin Best        | Broeder Salvierderra                 |
| Arthur Tavares     | Francis Ortegna                      |